# Manilkara excelsa
Manilkara excelsa (Ducke) Standl. é uma espécie do gênero Manilkara, da família Sapotaceae. 
A planta Manilkara excelsa se diferencia das espécies amazônicas do mesmo gênero devido à presença de um indumento marrom característico que cobre as regiões jovens, as folhas e as inflorescências e é  é uma árvore explorada para recursos madeireiros 

## Taxonomia
A espécie foi descrita em 1933 por Paul Carpenter Standley. 
O seguinte sinônimo já foi catalogado:  
- Mimusops excelsa  Ducke

## Forma de vida
É uma espécie terrícola e arbórea. 

## Descrição
| Caule                                   | Caule                                                              |
| --------------------------------------- | ------------------------------------------------------------------ |
| lenticela                               | ausente                                                            |
| estípula                                | ausente                                                            |
| Folha                                   |                                                                    |
| ápice foliar                            | atenuado                                                           |
| nervura primária na face foliar adaxial | sulcada                                                            |
| pecíolo                                 | canaliculado                                                       |
| superfície foliar                       | glabra na superfície adaxial e com indumento na superfície abaxial |
| textura da lâmina                       | cartácea                                                           |
| Inflorescência                          |                                                                    |
| número de flores                        | até 5 flores/mais de 5 flor                                        |
| Flor                                    |                                                                    |
| ápice dos estaminódio                   | leve ou fortemente bipartido                                       |
| ovário                                  | pubescente ou puberulento                                          |
| número de lóculos                       | 6                                                                  |
| Semente                                 |                                                                    |
| número                                  | 1                                                                  |

## Distribuição
A espécie é encontrada nos estados brasileiros de Amazonas, Mato Grosso e Pará. 
Em termos ecológicos, é encontrada no domínio fitogeográfico de Floresta Amazônica, em regiões com vegetação de floresta de terra firme.